# Treat Huey
 (septembre 2023).
Si vous disposez d'ouvrages ou d'articles de référence ou si vous connaissez des sites web de qualité traitant du thème abordé ici, merci de compléter l'article en donnant les références utiles à sa vérifiabilité et en les liant à la section « Notes et références ».
Pour les articles homonymes, voir Huey.
Treat Conrad Huey, né le 28 août 1985 à Washington, est un joueur de tennis philippin et américain, professionnel de 2008 à 2023.
Spécialiste du double, il a remporté 8 titres ATP et joué 10 autres finales dont celle du Masters d'Indian Wells 2013. Il joue rarement en simple, sauf lorsqu'il représente l'équipe des Philippines de Coupe Davis.

## Biographie
Né à Washington, Treat Conrad Huey commence le tennis à l'âge de 7 ans. Il a étudié à l'université de Virginie.

## Palmarès

### Titres en double messieurs
| No | Date       | Nom et lieu du tournoi                         | Catégorie | Dotation    | Surface      | Partenaire           | Finalistes                        | Score              |          |
| -- | ---------- | ---------------------------------------------- | --------- | ----------- | ------------ | -------------------- | --------------------------------- | ------------------ | -------- |
| 1  | 30-07-2012 | Citi Open Washington                           | ATP 500   | 1 049 760 $ | Dur (ext.)   | Dominic Inglot       | Kevin Anderson Sam Querrey        | 7-67, 69-7, [10-5] | Parcours |
| 2  | 21-10-2013 | Swiss Indoors Basel Bâle                       | ATP 500   | 1 445 835 € | Dur (int.)   | Dominic Inglot       | Julian Knowle Oliver Marach       | 6-3, 3-6, [10-4]   | Parcours |
| 3  | 16-06-2014 | AEGON International Eastbourne                 | ATP 250   | 503 185 $   | Gazon (ext.) | Dominic Inglot       | Alexander Peya Bruno Soares       | 7-5, 5-7, [10-8]   | Parcours |
| 4  | 27-04-2015 | Millenium Estoril Open Estoril                 | ATP 250   | 439 405 €   | Terre (ext.) | Scott Lipsky         | Marc López David Marrero          | 6-1, 6-4           | Parcours |
| 5  | 21-09-2015 | St. Petersburg Open Saint-Pétersbourg          | ATP 250   | 1 030 000 $ | Dur (int.)   | Henri Kontinen       | Julian Knowle Alexander Peya      | 7-5, 6-3           | Parcours |
| 6  | 28-09-2015 | Malaysian Open Kuala Lumpur                    | ATP 250   | 937 835 $   | Dur (int.)   | Henri Kontinen       | Raven Klaasen Rajeev Ram          | 7-64, 6-2          | Parcours |
| 7  | 21-02-2016 | Abierto Mexicano Telcel Acapulco               | ATP 500   | 1 413 600 $ | Dur (ext.)   | Max Mirnyi           | Philipp Petzschner Alexander Peya | 7-65, 6-3          | Parcours |
| 8  | 31-07-2017 | Abierto Mexicano de Tenis Mifel Cabo San Lucas | ATP 250   | 637 395 $   | Dur (ext.)   | Juan Sebastián Cabal | Sergio Galdós Roberto Maytín      | 6-2, 6-3           | Parcours |

### Finales en double messieurs
| No | Date       | Nom et lieu du tournoi                                       | Catégorie    | Dotation    | Surface      | Vainqueurs                             | Partenaire       | Score             |          |
| -- | ---------- | ------------------------------------------------------------ | ------------ | ----------- | ------------ | -------------------------------------- | ---------------- | ----------------- | -------- |
| 1  | 25-07-2011 | Farmers Classic Los Angeles                                  | ATP 250      | 619 500 $   | Dur (ext.)   | Mark Knowles Xavier Malisse            | Somdev Devvarman | 7-63, 7-610       | Parcours |
| 2  | 09-04-2012 | US Men's Clay Court Championship Houston                     | ATP 250      | 442 500 $   | Terre (ext.) | James Blake Sam Querrey                | Dominic Inglot   | 7-614, 6-4        | Parcours |
| 3  | 11-06-2012 | Gerry Weber Open Halle (Westf.)                              | ATP 250      | 663 750 €   | Gazon (ext.) | Aisam-Ul-Haq Qureshi Jean-Julien Rojer | Scott Lipsky     | 6-3, 6-4          | Parcours |
| 4  | 22-10-2012 | Swiss Indoors Basel Bâle                                     | ATP 500      | 1 404 300 € | Dur (int.)   | Daniel Nestor Nenad Zimonjić           | Dominic Inglot   | 7-5, 64-7, [10-5] | Parcours |
| 5  | 07-03-2013 | BNP Paribas Open Indian Wells                                | Masters 1000 | 5 191 943 $ | Dur (ext.)   | Bob Bryan Mike Bryan                   | Jerzy Janowicz   | 6-3, 3-6, [10-6]  | Parcours |
| 6  | 18-05-2013 | Power Horse Cup Düsseldorf                                   | ATP 250      | 410 200 $   | Terre (ext.) | Andre Begemann Martin Emmrich          | Dominic Inglot   | 7-5, 6-2          | Parcours |
| 7  | 19-08-2013 | Winston-Salem Open Winston-Salem                             | ATP 250      | 575 250 $   | Dur (ext.)   | Daniel Nestor Leander Paes             | Dominic Inglot   | 7-610, 7-5        | Parcours |
| 8  | 13-10-2014 | If Stockholm Open Stockholm                                  | ATP 250      | 521 405 €   | Dur (int.)   | Eric Butorac Raven Klaasen             | Jack Sock        | 6-4, 6-3          | Parcours |
| 9  | 06-04-2015 | Fayez Sarofim & Co. US Men's Clay Court Championship Houston | ATP 250      | 488 225 $   | Terre (ext.) | Ričardas Berankis Teymuraz Gabashvili  | Scott Lipsky     | 6-4, 6-4          | Parcours |
| 10 | 20-02-2017 | Delray Beach Open Delray Beach                               | ATP 250      | 534 625 $   | Dur (ext.)   | Raven Klaasen Rajeev Ram               | Max Mirnyi       | 7-5, 7-5          | Parcours |

## Parcours dans les tournois duGrand Chelem

### En simple
N'a jamais participé à un tableau final.

### En double
| Année | Open d'Australie             | Open d'Australie              | Internationaux de France  | Internationaux de France       | Wimbledon                        | Wimbledon                   | US Open                    | US Open                  |
| ----- | ---------------------------- | ----------------------------- | ------------------------- | ------------------------------ | -------------------------------- | --------------------------- | -------------------------- | ------------------------ |
| 2010  | —                            | —                             | —                         | —                              | 1er tour (1/32) S. Devvarman     | R. Bopanna A.-U.-H. Qureshi | —                          | —                        |
| 2011  | —                            | —                             | —                         | —                              | 1er tour (1/32) I. Van der Merwe | W. Moodie D. Norman         | 1/8 de finale S. Devvarman | M. Bhupathi Leander Paes |
| 2012  | 2e tour (1/16) C. Ball       | M. Bhupathi R. Bopanna        | 1/8 de finale D. Inglot   | A.-U.-H. Qureshi J.-J. Rojer   | 1er tour (1/32) D. Inglot        | J. Erlich Andy Ram          | 2e tour (1/16) D. Inglot   | A. Peya Bruno Soares     |
| 2013  | 1er tour (1/32) D. Inglot    | Max Mirnyi Horia Tecău        | 1/8 de finale D. Inglot   | M. Llodra N. Mahut             | 1/8 de finale D. Inglot          | Bob Bryan Mike Bryan        | 1/4 de finale D. Inglot    | Ivan Dodig M. Melo       |
| 2014  | 1/4 de finale D. Inglot      | E. Butorac R. Klaasen         | 2e tour (1/16) D. Inglot  | Mate Pavić André Sá            | 1er tour (1/32) D. Inglot        | Mate Pavić André Sá         | 1er tour (1/32) D. Inglot  | Be. Becker A. Sitak      |
| 2015  | 1/8 de finale J. Erlich      | F. López Max Mirnyi           | 1er tour (1/32) S. Lipsky | M. Draganja H. Kontinen        | 2e tour (1/16) S. Lipsky         | J. Erlich P. Petzschner     | 1/8 de finale C. Fleming   | L. Mayer João Sousa      |
| 2016  | 1/4 de finale Max Mirnyi     | Daniel Nestor R. Štěpánek     | 1/8 de finale Max Mirnyi  | J. Benneteau É. Roger-Vasselin | 1/2 finale Max Mirnyi            | P.-H. Herbert Nicolas Mahut | 1er tour (1/32) Max Mirnyi | N. Almagro V. Estrella   |
| 2017  | 2e tour (1/16) Max Mirnyi    | Sam Groth Chris Guccione      | 2e tour (1/16) D. Istomin | R. Bopanna Pablo Cuevas        | 1er tour (1/32) J. Erlich        | Ivan Dodig M. Granollers    | —                          | —                        |
| 2018  | 1er tour (1/32) M. Demoliner | M. Matkowski A.-U.-H. Qureshi | —                         | —                              | —                                | —                           | —                          | —                        |
|       |                              |                               |                           |                                |                                  |                             |                            |                          |
| 2022  | 2e tour (1/16) C. Rungkat    | Dane Sweeny Li Tu             | —                         | —                              | 1er tour (1/32) Franko Škugor    | Nuno Borges F. Cabral       | —                          | —                        |

N.B. : le nom du partenaire se trouve sous le résultat ; le nom des ultimes adversaires se trouve à droite.

### En double mixte
| Année | Open d'Australie               | Open d'Australie            | Internationaux de France          | Internationaux de France        | Wimbledon                      | Wimbledon                   | US Open                        | US Open                      |
| ----- | ------------------------------ | --------------------------- | --------------------------------- | ------------------------------- | ------------------------------ | --------------------------- | ------------------------------ | ---------------------------- |
| 2012  | —                              | —                           | —                                 | —                               | 1er tour (1/32) R. Kops-Jones  | J. Gajdošová Bruno Soares   | 1er tour (1/16) R. Kops-Jones  | E. Vesnina Leander Paes      |
| 2013  | 1er tour (1/16) R. Kops-Jones  | Abigail Spears Scott Lipsky | 1er tour (1/16) R. Kops-Jones     | Zhang Shuai Julian Knowle       | 2e tour (1/16) R. Kops-Jones   | John Peers Ashleigh Barty   | 2e tour (1/8) R. Kops-Jones    | Liezel Huber Marcelo Melo    |
| 2014  | 1er tour (1/16) R. Kops-Jones  | K. Srebotnik Rohan Bopanna  | 1er tour (1/16) Alla Kudryavtseva | Cara Black Robert Farah         | —                              | —                           | —                              | —                            |
|       |                                |                             |                                   |                                 |                                |                             |                                |                              |
| 2016  | 1/2 finale Andreja Klepač      | C. Vandeweghe Horia Tecău   | 2e tour (1/8) Andreja Klepač      | Elena Vesnina Bruno Soares      | 2e tour (1/16) Alicja Rosolska | An. Rodionova Rohan Bopanna | 1er tour (1/16) Andreja Klepač | A.-L. Grönefeld Robert Farah |
| 2017  | 1er tour (1/16) Andreja Klepač | M. Krajicek Raven Klaasen   | 1er tour (1/16) Raquel Atawo      | A. Hlaváčková É. Roger-Vasselin | —                              | —                           | —                              | —                            |

N.B. : le nom de la partenaire se trouve sous le résultat ; le nom des ultimes adversaires se trouve à droite.

## Participation auxMasters

### En double
| Année | Lieu              | Surface    | Partenaire | Résultats | Résultat final    |
| ----- | ----------------- | ---------- | ---------- | --------- | ----------------- |
| 2016  | Londres, O2 Arena | Dur indoor | Max Mirnyi | 0v, 3d    | Éliminé en poules |

## Classements ATP en fin de saison
| Année          | 2005 | 2006 | 2007 | 2008 | 2009 | 2010 | 2011 | 2012 | 2013 | 2014 | 2015 | 2016 | 2017 | 2018 | 2019 | 2020 | 2021 | 2022 |
| Rang en simple | 1523 | –    | –    | 1511 | 701  | 887  | 1082 | 1086 | –    | –    | –    | –    | –    | –    | –    | –    | –    | –    |
| Rang en double | 1035 | –    | 1097 | 532  | 143  | 118  | 57   | 35   | 21   | 50   | 33   | 22   | 65   | 427  | 167  | 121  | 138  | 104  |

Source : (en) Classements de Treat Huey sur le site officiel de la Fédération internationale de tennis